# Chromis circumaurea
Chromis circumaurea is een baarsachtige uit het geslacht Chromis die voorkomt in de Stille Oceaan. De soort werd voor het eerst beschreven in 2008.

## Naamgeving
De soortaanduiding circumaurea is een bijvoeglijk naamwoord dat is afgeleid van de Latijnse woorden circum (rond) en aureau (gouden). Het is een verwijzing naar de goudgele aarsvin, de staartvin en de buitenrand van de rugvin.

## Voorkomen
De soort komt voor in koraalriffen in de Stille Oceaan nabij Yap. Ze werden er aangetroffen rond rotsblokken net boven de bovenste rand van een zeer steile daling. Vermoedelijk komt de soort ook voor rond de Marshalleilanden en de Marianan.
De typespecimina werden geobserveerd op een voor dit geslacht vrij grote diepte tussen 98 en 100 meter diep. Er werd echter ook een jong gezien op een diepte van 120 meter.

## Kenmerken
C. circumaurea wordt zo'n 10 centimeter lang. De vissen hebben een mahoniebruine kleur. De rugvin heeft dezelfde kleur, maar gaat bovenaan over in helder geel. Ook de borst- en aarsvin zijn helder geel. Jongen hebben dezelfde kleur als volwassen exemplaren.
Uit de morfologie en uit DNA-barcoding werd afgeleid dat de soort sterk verwant is met C. abyssus.